# Hidroelektrarna Mariborski otok
Hidroelektrarna Mariborski otok (kratica HE Mariborski otok) je ena izmed hidroelektrarn v Sloveniji; leži na reki Dravi tik nad Mariborskim otokom. Elektrarno upravlja podjetje Dravske elektrarne Maribor. 

## Zgodovina
Načrti za elektrarno so bili narejen že v času Avstro-Ogrske, toda šele prihod Nemcev med drugo svetovno vojno je povzročil začetek gradnje leta 1942. Zaradi vojne je bila gradnja zelo počasna, tako da je do konca vojne bilo dokončanih le 30 % celotne zgradbe. Leta 1948 so zagnali prvo turbino, leta 1953 drugo in tretjo šele leta 1960.